# ChemSpider
ChemSpider est une base de données de produits chimiques, propriété de la Royal Society of Chemistry (RSC).

## Base de données
ChemSpider contient des informations sur plus de soixante millions de molécules issues de plus de 480 sources de données, dont :
- ChEBI
- ChEMBL
- DrugBank
- EPA DSSTox
- Food and Drug Administration (FDA)
- Human Metabolome Database
- Journal of Heterocyclic Chemistry
- KEGG
- KUMGM
- LeadScope
- LipidMAPS
- Marinlit
- MDPI
- MICAD
- MLSMR
- MMDB
- MOLI
- MTDP
- Nanogen
- Nature Chemical Biology
- NCGC
- NIAID
- National Institutes of Health (NIH)
- NINDS Approved Drug Screening Program
- NIST
- NIST Chemistry WebBook
- NMMLSC
- NMRShiftDB
- PANACHE
- PCMD
- PDSP
- Peptides
- Prous Science Drugs of the Future
- PubChem
- QSAR
- R&D Chemicals
- San Diego Center for Chemical Genomics
- SGCOxCompounds, SGCStoCompounds
- SMID
- Specs
- Structural Genomics Consortium
- SureChem
- Synthon-Lab
- Thomson Pharma
- Total TOSLab Building-Blocks
- UM-BBD
- UPCMLD
- UsefulChem
- Web of Science
- xPharm
- ZINC

Chaque produit possède un identifiant unique, qui forme une partie d'une URL correspondante. Par exemple, l'acétone est 175, et ainsi a l'URL http://www.chemspider.com/Chemical-Structure.175.html

## Production participative
La base de données ChemSpider peut être mise à jour avec les contributions des utilisateurs, y compris le dépôt de structure chimique et de spectres. C'est une approche de production participative pour développer une base de données chimiques en ligne.

## Histoire
ChemSpider fut acquise par la Royal Society of Chemistry en mai 2009. Avant l'acquisition par RSC, ChemSpider était contrôlée par une société privée, ChemZoo Inc. Le système fut lancé pour la première fois en mars 2007 dans une version bêta et disponible en mars 2008. ChemSpider a étendu le support générique d'une base de données chimique pour inclure le support de la collection de structure chimique de Wikipédia via leur implémentation WiChempedia.

## Services
Un certain nombre de services sont disponibles en ligne. Ceux-ci incluent la conversion de noms chimiques en structures chimiques, la génération de chaînes SMILES et InChI, ainsi que la prédiction de nombreux paramètres physico-chimiques et l'intégration à un service web permettant la prédiction RMN.